# Алнашский район
Ална́шский район (удм. Алнаш ёрос) — административно-территориальная единица и муниципальное образование (муниципальный округ, в 2005—2021 гг. — муниципальный район) в Удмуртской Республике Российской Федерации.
Располагается в южной части республики. Административный центр — село Алнаши. Образован 15 июля 1929 года.

## География
Район граничит с Граховским районом на западе, Можгинским — на севере, а также с республикой Татарстан, Агрызским районом — на востоке и Менделеевским — на юго-западе. Площадь района — 896 км².
Рельеф и почвы
Район расположен на Можгинской возвышенности, которая представляет собой слабовозвышенную, слегка всхолмленную равнину со спокойным характером рельефа. В доагрикультурное время в растительном покрове преобладали пихтово-еловые леса с участием широколиственных пород (липа, клён, дуб, вяз, орешник). В настоящее время доминируют вторичные осиново-берёзовые и липовые леса. Лесистость района 18,0 %, при средней по Удмуртии — 46,8 %.
На территории района преобладают серые и дерново-карбонатные тяжелосуглинистые почвы, которые обладают высоким естественным плодородием и являются одними из лучших почв в Удмуртии.

### Климат
Среднегодовая температура воздуха изменяется в пределах +2,3—2,6 °C. Средняя температура января -14,0—14,2 °C, июля — +18,9—19,2 °C. Сумма активной температуры 2000—2100 °C. Безморозный период около 130—135 дней в году, за год выпадает 490—530 мм осадков.
Гидрология
Район располагается в бассейне Камы, южная граница района проходит по берегу Нижнекамского водохранилища. По территории Алнашского района протекают реки — Варзи, Тойма, Алнашка, Варали, Варага, Утчанка и множество других. Среднегодовые модули стока рек 4,5—5,0 л/сек*км², плотность речной сети — 0,58 км/км².

## История
Предыстория
Впервые населённые пункты современного Алнашского района упоминаются в Ландратской переписи 1716 года в составе сотни Андрея Байтемирова Арской дороги Казанского уезда. 11 сентября 1780 года был издан высочайший указ об открытии Вятского наместничества. Вновь образованное наместничество было разделено на 13 уездов, в том числе был создан Елабужский уезд, в состав которого вошла территория современного района. Позднее в результате реформы 1796 года уезд был разделён на волости, границы волостей регулярно менялись образовывались новые. В 1921 году в связи с образованием Вотской АО в северной части упразднённого Елабужского уезда, образован Можгинский уезд. В 1924 году при укрупнении административных единиц образованы укрупнённые Алнашская и Большекибьинская волости.
История района
Алнашский район образован 15 июля 1929 года из 17 сельских советов Алнашской и Большекибьинской волостей Можгинского уезда. В состав района вошли: Азаматовский, Алнашский, Асановский, Байтеряковский, Большекибьинский, Варзи-Ятчинский, Вознесенский, Гондыревский, Ивановский, Кадиковский, Кучеряновский, Муважинский, Писеевский, Староутчанский, Туташевский, Удмурт-Тоймобашский и Чемошур-Куюковский сельсоветы. В 1932 году в состав района из Татарстана передан дополнительно Староюмьинский сельсовет. В 1937 году при образовании Пычасского района, несколько сельсоветов Алнашского района переданы в его состав. В 1954 году проводится укрупнение сельсоветов, их количество сокращено до 10. 27 ноября 1956 года к Алнашскому району была присоединена часть территории упразднённого Пычасского района. В 1963 году район был упразднён, и его территория вошла в состав Можгинского сельского района, но уже в 1965 году Алнашский район восстановлен.
В рамках организации местного самоуправления с 2005 до 2021 гг. функционировал муниципальный район. Законом Удмуртской Республики от 23 апреля 2021 года, к 9 мая 2021 года муниципальный район и входящие в его состав сельские поселения были преобразованы в муниципальный округ Алнашский район.

## Население
| 1959    | 1970    | 1979    | 1989    | 2002    | 2008    | 2009    | 2010    | 2011    |
| ------- | ------- | ------- | ------- | ------- | ------- | ------- | ------- | ------- |
| 33 278  | ↘27 549 | ↘23 386 | ↘21 931 | ↗22 258 | ↗22 892 | ↘20 794 | ↘20 403 | ↘20 373 |
| 2012    | 2013    | 2014    | 2015    | 2016    | 2017    | 2018    | 2019    | 2020    |
| ↘19 926 | ↘19 562 | ↘19 355 | ↘19 209 | ↘18 997 | ↘18 789 | ↘18 617 | ↘18 422 | ↘18 242 |
| 2021    | 2023    |         |         |         |         |         |         |         |
| ↗20 544 | ↘20 182 |         |         |         |         |         |         |         |

Между переписями 2002 и 2010 годов население района сократилось на 9,09 %. Из общего населения района 30,89 % населения проживало в районном центре селе Алнаши. Средняя плотность населения — 22,77 чел./км². Район занимает 11-е место по численности населения и 4-е место по плотности среди муниципальных районов Удмуртии. На 1 января 2013 года, из 81 населённых пунктов района 7 не имели постоянного населения.
В 2011 году рождаемость составила 18,3 ‰, смертность — 15,4 ‰, естественный прирост населения — 2,9 ‰, при средней по Удмуртии — 1,0 ‰. Население района продолжает сокращаться за счёт миграционной убыли (разницы между числом выбывших и прибывших на территорию района), в 2011 году миграционная убыль населения составила 511 человек.

### Национальный состав
По результатам переписи 2020 года (из числа лиц, указавших национальность), удмурты составляли 82,7 %, русские — 12,2 %, татары — 2,4 %, марийцы — 2 %. Алнашский район один из 12 сельских районов республики, где удмурты составляют большинство, а также один из трёх районов компактного проживания марийцев. Также в Алнашском районе наблюдается самая высокая доля удмуртского населения среди районов республики.
На территории Алнашского района существовала сельская еврейская община.

## Административное деление
В Алнашский район как административно-территориальную единицу входят 12 сельсоветов. Сельсоветы (сельские администрации) одноимённы образованным в их границах сельским поселениям.
В муниципальный район до 2021 года входили 12 муниципальных образований со статусом сельских поселений.
| №  | Бывшее сельское поселение | Административный центр          | Количество населённых пунктов | Население | Площадь, км2 |
| -- | ------------------------- | ------------------------------- | ----------------------------- | --------- | ------------ |
| 1  | Азаматовское              | деревня Азаматово               | 10                            | ↗1366     | 88,68        |
| 2  | Алнашское                 | село Алнаши                     | 1                             | ↗6837     | 13,05        |
| 3  | Асановское                | село Нижнее Асаново             | 5                             | ↗1014     | 58,66        |
| 4  | Байтеряковское            | деревня Байтеряково             | 11                            | ↗1187     | 101,98       |
| 5  | Варзи-Ятчинское           | село Варзи-Ятчи                 | 6                             | ↗2012     | 82,03        |
| 6  | Кузебаевское              | деревня Кузебаево               | 5                             | ↗768      | 75,16        |
| 7  | Муважинское               | деревня Муважи                  | 5                             | ↗722      | 41,79        |
| 8  | Писеевское                | деревня Писеево                 | 3                             | ↗884      | 62,68        |
| 9  | Ромашкинское              | село Алнаши                     | 15                            | ↗1851     | 139,05       |
| 10 | Староутчанское            | деревня Старый Утчан            | 10                            | ↗1077     | 91,77        |
| 11 | Техникумовское            | село Асановский совхоз-техникум | 3                             | ↗1604     | 33,52        |
| 12 | Удмурт-Тоймобашское       | деревня Удмуртский Тоймобаш     | 7                             | ↗1222     | 107,63       |

### Населённые пункты
В Алнашском районе 81 населённый пункт.
| №  | Населённый пункт               | Тип                          | Население | Бывшее сельское поселение |
| -- | ------------------------------ | ---------------------------- | --------- | ------------------------- |
| 1  | Абышево                        | деревня                      | ↘20       | Ромашкинское              |
| 2  | Азаматово                      | деревня                      | ↘375      | Азаматовское              |
| 3  | Алнаши                         | село, административный центр | ↗6837     | Алнашское                 |
| 4  | Арбайка                        | деревня                      | ↘85       | Варзи-Ятчинское           |
| 5  | Арляново                       | деревня                      | ↘25       | Асановское                |
| 6  | Асановский совхоз-техникум     | село                         | ↘1161     | Техникумовское            |
| 7  | Байтеряково                    | деревня                      | ↘298      | Байтеряковское            |
| 8  | Благодать                      | деревня                      | ↘17       | Муважинское               |
| 9  | Богородский                    | деревня                      | ↘48       | Староутчанское            |
| 10 | Бокай                          | деревня                      | ↘21       | Ромашкинское              |
| 11 | Варали                         | деревня                      | ↘176      | Староутчанское            |
| 12 | Варзибаш                       | деревня                      | ↘226      | Кузебаевское              |
| 13 | Варзино-Алексеево              | деревня                      | ↘121      | Кузебаевское              |
| 14 | Варзи-Шудья                    | деревня                      | →0        | Ромашкинское              |
| 15 | Варзи-Ятчи                     | село                         | ↘966      | Варзи-Ятчинское           |
| 16 | Верхнее Котнырево              | деревня                      | ↘169      | Байтеряковское            |
| 17 | Верхнее Кузебаево              | деревня                      | ↗3        | Кузебаевское              |
| 18 | Верхние Алнаши                 | деревня                      | ↘43       | Ромашкинское              |
| 19 | Верхний Утчан                  | деревня                      | ↗163      | Ромашкинское              |
| 20 | Верхняя Тойма                  | деревня                      | ↗1        | Удмурт-Тоймобашское       |
| 21 | Выль Шудья                     | деревня                      | →9        | Азаматовское              |
| 22 | Вязовка                        | деревня                      | ↘56       | Азаматовское              |
| 23 | Гарга                          | деревня                      | ↘19       | Кузебаевское              |
| 24 | Дроздовка                      | деревня                      | ↗142      | Староутчанское            |
| 25 | Дружки                         | деревня                      | →0        | Байтеряковское            |
| 26 | Дятлево                        | деревня                      | ↘156      | Ромашкинское              |
| 27 | Елкибаево                      | деревня                      | ↘203      | Байтеряковское            |
| 28 | Железнодорожная станция Алнаши | станция                      | ↘417      | Техникумовское            |
| 29 | Игенче                         | деревня                      | ↘12       | Ромашкинское              |
| 30 | Ильинское                      | деревня                      | ↗5        | Староутчанское            |
| 31 | Кадиково                       | деревня                      | ↗82       | Байтеряковское            |
| 32 | Казаково                       | деревня                      | →278      | Ромашкинское              |
| 33 | Ключёвка                       | деревня                      | →5        | Азаматовское              |
| 34 | Колтымак                       | деревня                      | ↗2        | Староутчанское            |
| 35 | Кузебаево                      | деревня                      | ↘560      | Кузебаевское              |
| 36 | Кузили                         | деревня                      | ↘186      | Удмурт-Тоймобашское       |
| 37 | Кузюмово                       | деревня                      | ↘457      | Азаматовское              |
| 38 | Кучеряново                     | деревня                      | ↘71       | Асановское                |
| 39 | Ляли                           | деревня                      | ↘457      | Варзи-Ятчинское           |
| 40 | Марийское Гондырево            | деревня                      | ↘100      | Староутчанское            |
| 41 | Медведка                       | деревня                      | →3        | Азаматовское              |
| 42 | Муважи                         | деревня                      | ↘352      | Муважинское               |
| 43 | Мукшур                         | деревня                      | →112      | Ромашкинское              |
| 44 | Нижнее Асаново                 | село                         | ↗732      | Асановское                |
| 45 | Нижнее Котнырево               | деревня                      | ↘143      | Байтеряковское            |
| 46 | Нижний Сырьез                  | деревня                      | ↘479      | Писеевское                |
| 47 | Новотроицкий                   | деревня                      | ↗86       | Техникумовское            |
| 48 | Новый Утчан                    | деревня                      | ↘299      | Ромашкинское              |
| 49 | Орехово                        | деревня                      | →0        | Староутчанское            |
| 50 | Оркино                         | деревня                      | ↘197      | Писеевское                |
| 51 | Охотничий                      | деревня                      | ↘21       | Староутчанское            |
| 52 | Петропавловский                | деревня                      | →4        | Муважинское               |
| 53 | Пирогово                       | деревня                      | ↘71       | Байтеряковское            |
| 54 | Писеево                        | деревня                      | ↘244      | Писеевское                |
| 55 | Ромашкино                      | деревня                      | →128      | Ромашкинское              |
| 56 | Русский Вишур                  | деревня                      | →0        | Варзи-Ятчинское           |
| 57 | Русский Ятцаз                  | деревня                      | →44       | Байтеряковское            |
| 58 | Серп                           | деревня                      | ↘92       | Ромашкинское              |
| 59 | Сосновка                       | деревня                      | ↘41       | Азаматовское              |
| 60 | Старая Шудья                   | деревня                      | ↗283      | Ромашкинское              |
| 61 | Старая Юмья                    | деревня                      | ↘211      | Байтеряковское            |
| 62 | Старый Утчан                   | деревня                      | ↘399      | Староутчанское            |
| 63 | Сям-Какси                      | деревня                      | ↘118      | Удмурт-Тоймобашское       |
| 64 | Татарский Тоймобаш             | деревня                      | ↘79       | Ромашкинское              |
| 65 | Татарское Кизеково             | деревня                      | →0        | Асановское                |
| 66 | Удмуртский Вишур               | деревня                      | ↗131      | Удмурт-Тоймобашское       |
| 67 | Удмуртский Тоймобаш            | деревня                      | ↘689      | Удмурт-Тоймобашское       |
| 68 | Удмуртский Ятцаз               | деревня                      | ↘48       | Байтеряковское            |
| 69 | Удмуртское Гондырево           | деревня                      | ↘219      | Староутчанское            |
| 70 | Удмуртское Кизеково            | деревня                      | ↘121      | Асановское                |
| 71 | Холодный Ключ                  | деревня                      | →3        | Азаматовское              |
| 72 | Чемошур-Куюк                   | деревня                      | ↘396      | Азаматовское              |
| 73 | Чёрный Ключ                    | деревня                      | ↗176      | Муважинское               |
| 74 | Чумали                         | деревня                      | ↘137      | Муважинское               |
| 75 | Шадрасак Кибья                 | деревня                      | ↘172      | Варзи-Ятчинское           |
| 76 | Шайтаново                      | деревня                      | ↘210      | Азаматовское              |
| 77 | Шаршада                        | деревня                      | →0        | Удмурт-Тоймобашское       |
| 78 | Шишкино                        | деревня                      | ↘24       | Ромашкинское              |
| 79 | Шубино                         | деревня                      | ↘75       | Удмурт-Тоймобашское       |
| 80 | Юмьяшур                        | деревня                      | ↘240      | Варзи-Ятчинское           |
| 81 | Ятцазшур                       | деревня                      | ↘16       | Байтеряковское            |

Упразднённые населённые пункты
- 2004 год — посёлок Варзи-Ятчинский курорт и деревня Верхнее Асаново[43].

## Местное самоуправление
Государственная власть в районе осуществляется на основании Устава, структуру органов местного самоуправления муниципального района составляют:
1. Районный Совет депутатов муниципального образования «Алнашский район», в составе 28 депутатов, избирается каждые 5 лет по мажоритарной системе.
2. Глава муниципального образования «Алнашский район» — высшее должностное лицо района, избирается Советом из своего состава. Должность Главы МО «Алнашский район» занимает — Семёнов Алексей Викторович.
3. Администрация муниципального образования «Алнашский район» — исполнительно-распорядительный орган муниципального района. Администрацию района возглавляет Глава муниципального образования.

Символика района
Официальными символами муниципального района являются герб и флаг, отражающие исторические, культурные, национальные и иные местные традиции и особенности.
Бюджет района
Исполнение бюджета района за 2012 год:
- Доходы — 576 миллионов рублей, в том числе собственные доходы — 46 миллионов рублей (7,9 % доходов).
- Расходы — 599 миллионов рублей. Основные статьи расходов: ЖКХ — 26 миллионов рублей, образование — 343 миллиона рублей, культура — 32 миллиона рублей, здравоохранение — 60 миллионов рублей, социальная политика — 71 миллион рублей.

## Социальная инфраструктура
Система образования представлена 19 школами (из которых — 12 средних), 2 музыкальными школами, 19 детскими садами и ФГОУ СПО «Асановский аграрно-технический техникум». Медицинскую помощь населению оказывают районная больница и 35 фельдшерско-акушерских пунктов. Также в районе действуют центр социального обслуживания населения (дом престарелых) и детский дом.

## Экономика
Основой экономики Алнашского района является сельское хозяйство.
Сельское хозяйство
На территории района функционируют 16 сельскохозяйственных организаций, 3 потребительских сельскохозяйственных кооператива, 70 крестьянских хозяйств и 6963 личных подсобных хозяйства.
В 2009 году площадь сельскохозяйственных угодий в Алнашском районе составляла 66,8 тысяч га. Выращиваются пшеница, овёс, ячмень, картофель. Сбор зерна составил 40,9 тысяч тонн (средняя урожайность — 21,3 ц/га).
Поголовье крупного рогатого скота в 2009 году составляло 18550 голов.
Транспорт
По территории Алнашского района проходит железная дорога, на которой в 12 километрах от районного центра расположена единственная в районе станция — Алнаши. Через районный центр и территорию района проходит федеральная дорога M7, связывающая города Ижевск и Набережные Челны. Всего на территории района 221,2 км дорог, в том числе 130,4 км с асфальтобетонным покрытием, 70,4 км — гравийным, 20,4 км — грунтовых. Плотность автомобильных дорог в районе — 0,247 км/км², в том числе с асфальтобетонным покрытием — 0,146 км/км².

## Достопримечательности
- Городище «Кузебаевское-1» — памятник археологии Мазунинской археологической культуры